# Michael Hoffman (hockey sur glace, 1989)
Pour les articles homonymes, voir Mike Hoffman et Hoffman.
Michael Hoffman, dit Mike Hoffman, (né le 24 novembre 1989 à Kitchener dans la province de l'Ontario au Canada) est un joueur professionnel canadien de hockey sur glace.

## Biographie
En 2009, il est repêché par les Sénateurs d'Ottawa à la 130e position. En 2010, il remporte le trophée Frank-J.-Selke et trophée Michel-Brière de la Ligue de hockey junior majeur du Québec.
Le 22 juillet 2010, il signe son contrat d'entrée LNH. Pour la saison 2010-2011, il joue avec le club-école des Sénateurs, les Senators de Binghamton. Ils gagnent la coupe Calder cette année-là. Il joue son premier match dans la LNH le 23 décembre 2011 et marque son premier but le 8 mars 2014 face aux Jets de Winnipeg. Il a aussi récolté une assistance durant le match.
Après la saison 2014-2015, il devient agent libre avec restriction. Grâce à l'arbitrage salarial, il signe un contrat d'un an à 2 millions de dollars.
Lors de la saison 2015-2016, il termine avec 59 points en 78 matchs. Encore une fois, il recourt à une séance d'arbitrage, mais il évite en réussissant à s'entendre sur un nouveau contrat de quatre ans pour 20,75 millions de dollars avec les Sénateurs.
Le 19 juin 2018, il est échangé aux Sharks de San José avec Cody Donaghey et un choix de cinquième tour pour 2020 contre Mikkel Bødker, Julius Bergman et un choix de sixième tour en 2020. Le même jour, les Sharks l'échangent aux Panthers de la Floride avec un choix de cinquième tour pour le prochain repêchage contre trois choix de repêchage, deux pour cette année et un pour l'année suivante.
Le 28 juillet 2021, il signe une entente de trois ans avec les Canadiens de Montréal d'une valeur annuelle moyenne de 4,5 M$.

## Statistiques
| Saison     | Équipe                      | Ligue      |     | Saison régulière | Saison régulière | Saison régulière | Saison régulière | Saison régulière |    | Séries éliminatoires | Séries éliminatoires | Séries éliminatoires | Séries éliminatoires | Séries éliminatoires |
| Saison     | Équipe                      | Ligue      | PJ  | B                | A                | Pts              | Pun              | PJ               | B  | A                    | Pts                  | Pun                  |                      |                      |
| 2006-2007  | Rangers de Kitchener        | LHO        | 2   | 0                | 0                | 0                | 2                | 4                | 0  | 0                    | 0                    | 0                    |                      |                      |
| 2007-2008  | Olympiques de Gatineau      | LHJMQ      | 19  | 5                | 7                | 12               | 16               | -                | -  | -                    | -                    | -                    |                      |                      |
| 2007-2008  | Voltigeurs de Drummondville | LHJMQ      | 43  | 19               | 17               | 36               | 77               | -                | -  | -                    | -                    | -                    |                      |                      |
| 2008-2009  | Voltigeurs de Drummondville | LHJMQ      | 62  | 52               | 42               | 94               | 86               | 19               | 21 | 13                   | 34                   | 26                   |                      |                      |
| 2009-2010  | Sea Dogs de Saint-Jean      | LHJMQ      | 56  | 46               | 39               | 85               | 38               | 21               | 11 | 13                   | 24                   | 23                   |                      |                      |
| 2010-2011  | Senators de Binghamton      | LAH        | 74  | 7                | 18               | 25               | 16               | 19               | 1  | 8                    | 9                    | 16                   |                      |                      |
| 2010-2011  | Jackals d'Elmira            | ECHL       | 4   | 0                | 3                | 3                | 0                | -                | -  | -                    | -                    | -                    |                      |                      |
| 2011-2012  | Senators de Binghamton      | LAH        | 76  | 21               | 28               | 49               | 44               | -                | -  | -                    | -                    | -                    |                      |                      |
| 2011-2012  | Sénateurs d'Ottawa          | LNH        | 1   | 0                | 0                | 0                | 0                | -                | -  | -                    | -                    | -                    |                      |                      |
| 2012-2013  | Senators de Binghamton      | LAH        | 41  | 13               | 15               | 28               | 38               | -                | -  | -                    | -                    | -                    |                      |                      |
| 2012-2013  | Sénateurs d'Ottawa          | LNH        | 3   | 0                | 0                | 0                | 2                | -                | -  | -                    | -                    | -                    |                      |                      |
| 2013-2014  | Sénateurs d'Ottawa          | LNH        | 25  | 3                | 3                | 6                | 2                | -                | -  | -                    | -                    | -                    |                      |                      |
| 2013-2014  | Senators de Binghamton      | LAH        | 51  | 30               | 37               | 67               | 32               | -                | -  | -                    | -                    | -                    |                      |                      |
| 2014-2015  | Sénateurs d'Ottawa          | LNH        | 79  | 27               | 21               | 48               | 14               | 6                | 1  | 2                    | 3                    | 2                    |                      |                      |
| 2015-2016  | Sénateurs d'Ottawa          | LNH        | 78  | 29               | 30               | 59               | 18               | -                | -  | -                    | -                    | -                    |                      |                      |
| 2016-2017  | Sénateurs d'Ottawa          | LNH        | 74  | 26               | 35               | 61               | 51               | 19               | 6  | 5                    | 11                   | 10                   |                      |                      |
| 2017-2018  | Sénateurs d'Ottawa          | LNH        | 82  | 22               | 34               | 56               | 32               | -                | -  | -                    | -                    | -                    |                      |                      |
| 2018-2019  | Panthers de la Floride      | LNH        | 82  | 36               | 34               | 70               | 30               | -                | -  | -                    | -                    | -                    |                      |                      |
| 2019-2020  | Panthers de la Floride      | LNH        | 69  | 29               | 30               | 59               | 28               | 4                | 3  | 2                    | 5                    | 4                    |                      |                      |
| 2020-2021  | Blues de Saint-Louis        | LNH        | 52  | 17               | 19               | 36               | 10               | 4                | 1  | 0                    | 1                    | 4                    |                      |                      |
| 2021-2022  | Canadiens de Montréal       | LNH        | 67  | 15               | 20               | 35               | 32               | -                | -  | -                    | -                    | -                    |                      |                      |
| 2022-2023  | Canadiens de Montréal       | LNH        | 67  | 14               | 20               | 34               | 28               | -                | -  | -                    | -                    | -                    |                      |                      |
| Totaux LNH | Totaux LNH                  | Totaux LNH | 679 | 218              | 246              | 464              | 247              | 33               | 11 | 9                    | 20                   | 20                   |                      |                      |